# Guido de Thouars
Guido de Thouars (Condado de Poitou – Chemillé, 13 de abril de 1213) foi duque e regente da Bretanha durante a menoridade de sua filha Alice.

## Biografia
Era o terceiro filho de Godofredo V, visconde de Thouars.
Em 1196, casou com Constança, duquesa da Bretanha, viúva de Godofredo II, com quem tem três filhas gêmeas:
- Alice (1200 - 1221), futura duquesa;
- Catarina (1201 - 1237/1240), senhora de Aubigné, casada com André III de Vitré.
- Margarita (1201 - 1216/20), casada com Godofredo I Visconde de Rohan.[1]

Constança morreu devido às conseqüências do parto.
Em 1203, após o assassinato de seu enteado, o duque Artur I da Bretanha, Guido foi escolhido pelos nobres bretões como duque da Bretanha durante a minoridade de sua filha Alice. O condado de Richmond foi retomado pela Coroa da Inglaterra. Contudo, três anos depois, o rei Filipe II da França tomou o controle da Bretanha. O jovem Artur lhe jurara fidelidade, em 1199, e o rei se aproveitou disso para exercer influência direta sobre o ducado. Ele então depôs Guido, mas o deixou como regente, um cargo que manteve até 1213, quando o rei arranjou o casamento entre Alice e Pedro de Dreux, filho do conde Roberto II de Dreux.
Guido morreu pouco depois, de lepra, no castelo de Chemillé.